# 聖塞瓦斯蒂安市 (阿拉瓜州)

聖塞瓦斯蒂安市（西班牙語：Municipio San Sebastián），是委內瑞拉的一個市，位於該國北部阿拉瓜州，首府設於聖塞瓦斯蒂安，面積491平方公里，2007年人口22,906，人口密度為每平方公里47人。